# Story Ave (Film)
Story Ave ist ein Filmdrama von Aristotle Torres, das im März 2023 beim South by Southwest Film Festival seine Premiere feierte und Ende September 2023 in die US-Kinos kam.

## Handlung
Der aus der South Bronx stammende Kadir Grayson ist Graffitikünstler. Von der Trauer über den Verlust seines jüngeren Bruders überwältigt, läuft Kadir von zu Hause fort. Die Gang, der sich der Teenager am liebsten anschließen würde, besteht aus Straßenkindern mit einer ebenso kriminellen wie künstlerischen Natur. Kadir versucht daher, auf dem Bahnsteig der Story Ave einen älteren Puerto Ricaner namens Luis Torres auszurauben, der für die MTA arbeitet. Anders als von ihm erwartet, schlägt ihm der Mann vor, ihm Geld zu geben, sollte Kadir mit ihm Essen gehen. Bei dem folgenden Gespräch denkt Kadir zum ersten Mal über die Frage nach, ob sein künstlerisches Talent nicht auch ein Weg zu einem besseren Leben sein könnte. Einsam und mit einem Alkoholproblem behaftet, heißt Luis den Jungen in seinem Leben willkommen und versucht, ihn von der Straße fernzuhalten.

## Produktion

### Regie und Drehbuch
Regie führte Aristotle Torres, der gemeinsam mit Bonsu Thompson auch das Drehbuch schrieb. Es handelt sich bei Story Ave um das Spielfilmdebüt von Torres. Der Filmemacher aus der Bronx realisierte bereits einen ebenfalls dort spielenden Kurzfilm, in dem er diese wahre Geschichte über einen Mann erzählt, der von einem Teenager mit vorgehaltener Waffe ausgeraubt wurde und beschloss, diesen Jungen zu retten. Der Titel „Story Ave“ bezieht sich auf eine fiktive U-Bahn-Haltestelle der Linie 6. Gleichzeitig verweist er auf den märchenhaften Charakter des Films, der sich am Ende Richtung Fantasy entwickelt.
Torres arbeitete in der Vergangenheit als Musikvideoregisseur für Künstlern wie J. Cole, Nas, 2 Chainz, Ludacris, Kanye West, The Roots und Busta Rhymes, wurde 2012 bei den MTV Music Video Awards für das beste Rap-Video für You Be Killin Em nominiert, machte aber auch Werbespots für Kunden wie Starbucks, Pepsi, Red Bull und Nike. Nach dem Erfolg seines Kurzfilms entwickelte er die Geschichte im Jahr 2019 im Rahmen des Sundance Labs weiter.

### Besetzung und Dreharbeiten
Der aus der Miniserie When They See Us bekannte Nachwuchsschauspieler Asante Blackk und Luis Guzmán spielen in den Hauptrollen Kadir Grayson und Luis Torres. In dem Kurzfilm des Regisseurs wurden die beiden noch von Michael Excell und Solomon Sol verkörpert. Melvin Gregg spielt Sean Skemes Hernandez, genannt „Skemes“, den Anführer einer Graffiti-Bande, der Kadir dazu angestiftet hat, Luis zu bestehlen. Cassandra Freeman spielt Kadirs Mutter Olivia und Alex R. Hibbert seinen besten Freund Moe. Auf der Besetzungsliste finden sich weiter Coral Peña und Hassan Johnson.
Kameramann Eric Branco war zuletzt für die Filme Clemency, Mein 40-jähriges Ich und On the Come Up tätig.

### Filmmusik und Veröffentlichung
Die Filmmusik komponierte Pierre Charles. Das Soundtrack-Album mit insgesamt 18 Musikstücken wurde Ende Oktober 2023 von Gardener Recordings als Download veröffentlicht.
Der Film feierte am 11. März 2023 beim South by Southwest Film Festival seine Premiere. Im Juni 2023 wurde er beim Bentonville Film Festival gezeigt. Am 29. September 2023 kam der Film in ausgewählte US-Kinos.

## Rezeption

### Kritiken
Von den bei Rotten Tomatoes aufgeführten Kritiken sind 96 Prozent positiv bei einer durchschnittlichen Bewertung mit 7,6 von 10 möglichen Punkten.

### Auszeichnungen
American Society of Cinematographers Awards 2024
- Nominierung für den Spotlight Award (Eric Branco)[19]

NAACP Image Awards 2024
- Nominierung als Bester Independentfilm[20]

South by Southwest Film Festival 2023
- Nominierung im Narrative Feature Competition